# Risinge kyrkokör
Risinge kyrkokör är en blandad kör och kyrkokör i Finspångs församling, Finspång som bildades 1933 av Sven Svantesson och Göran Björkman.  

## Historik
Risinge kyrkokör bildades i februari 1933 av kantor Sven Svantesson och adjunkt Göran Björkman. Kören var från början verksam i Risinge församling. Körens första ledare var Sven Svantesson. De första övningarna ägde rum i Risinge skola med flyttades sedan till Finspång, då de flesta i kören bodde där. Kören anslöt sig 1937 till Sveriges kyrkosångsförbund. Kören har deltagit i kyrkosångshögtider i Stockholm, Linköping och Gamleby.